# Pánfilo de Narváez
Pánfilo de Narváez (Cuéllar o Valladolid, 1470 – Florida, 1528) è stato un esploratore spagnolo, conquistatore delle Americhe.
È ricordato per aver guidato due spedizioni, una in Messico nel 1520 contro Hernán Cortés e l'altra, disastrosa, in Florida nel 1527.

## Biografia
Narváez nacque in Castiglia (a Cuéllar o Valladolid) nel 1470. Prese parte alla conquista della Giamaica nel 1509. Nel 1512 fu a Cuba per partecipare alla conquista dell'isola sotto il comando di Diego Velázquez de Cuéllar. Guidò la spedizione all'estremo est dell'isola assieme a Frate Bartolomeo de Las Casas e Juan de Grijalva.

## Spedizione in Messico
Dopo aver vissuto a Hispaniola e Cuba, Narváez venne inviato in Messico quale agente di Velázquez per capire quali fossero le mire di Cortés su quel paese.
Dopo essere sbarcato a Veracruz e aver fondato una città sulla costa, cosa molto popolare tra i capitani dell'epoca, cominciò a raccogliere notizie su Cortès e tenere contatti con Montezuma, all'epoca prigioniero di Cortès. Molti dei suoi soldati passarono fra le file di Cortés, grazie alla astuzia di quest'ultimo e a regalie di oro azteco, il cui possesso  Narváez aveva espressamente vietato tra le file del suo esercito, potendone essere solo lui possessore.
Narváez ed il resto delle sue truppe venne sconfitto da Cortés e i suoi veterani, stanchi e affamati, con un attacco a sorpresa nella notte del 24 maggio 1520 a Cempoala, nell'attuale stato di Veracruz, nonostante fossero numericamente superiori e meglio equipaggiati gli uomini di Narváez si arresero infine a Cortés e lo stesso Narváez venne ferito in battaglia, con una lancia ad un occhio, sui gradini dei Teocalli e venne fatto prigioniero dalle truppe di Cortés e tenuto in prigione per circa due anni. Dopo la liberazione ritornò in Spagna.

## Spedizione in Florida

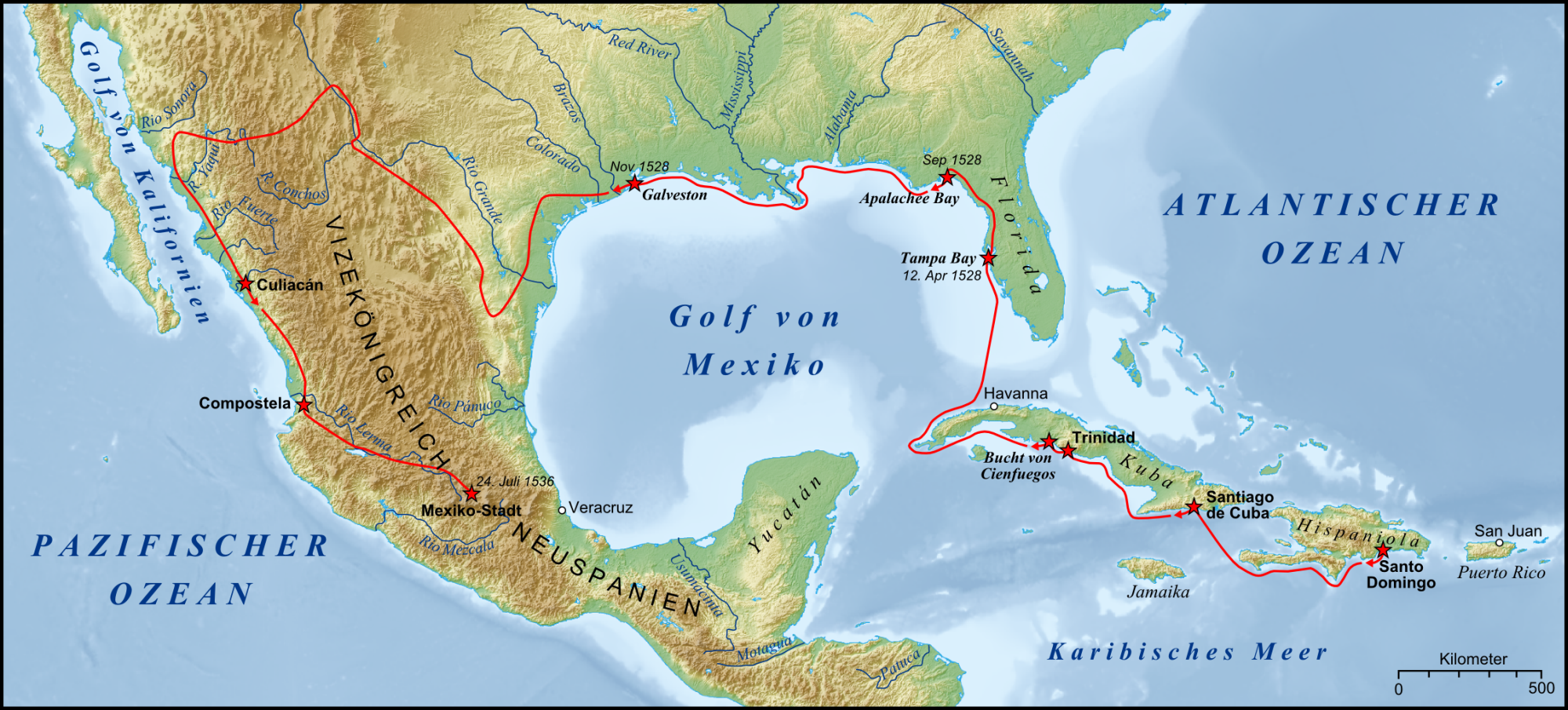
Percorso della spedizione Narváez guidata da Pánfilo de Narváez e raccontata da Álvar Núñez Cabeza de Vaca in Naufragi.

Narváez venne poi nominato governatore della Florida da Carlo V e salpò da Sanlúcar de Barrameda il 7 giugno 1527 con una flotta di cinque navi e 600 uomini alla ricerca della Fonte della giovinezza ( Fuente de la juventud). La spedizione di Narváez arrivò sulle coste della Florida nell'aprile del 1528, indebolita da tempeste e diserzioni; con 400 uomini sbarcò vicino al Río de las Palmas, più o meno nell'attuale città di Tampa, fra popoli nativi ostili.
Da qui si incamminò verso nord attraverso la Florida fino a raggiungere il territorio dei potenti indiani Apalachee. Non riuscendo a trovare l'oro ed altre ricchezze, stanco dell'ostilità degli indiani, Narváez ordinò la costruzione di quattro zattere per far ritorno in Messico. Egli intendeva raggiungere le navi e ritornare in Messico, ma le navi erano state distrutte da una tempesta. Narváez e quasi tutti i suoi uomini morirono nell'affondamento di due delle zattere. Gli ottanta uomini che sopravvissero alla tempesta iniziarono un cammino via terra verso il Messico, ma gli stenti e la fame decimarono anche questo drappello. Soltanto quattro uomini sopravvissero: Álvar Núñez Cabeza de Vaca, Alonso del Castillo Maldonado, Andrés Dorantes de Carranza e uno schiavo berbero di nome Estebanico (Stefano). Estebanico fu il primo uomo nato in Africa a mettere piede in quelli che ora sono gli Stati Uniti.
Cabeza de Vaca scrisse un rapporto, intitolato Naufragios, in cui descrive il viaggio fatto a piedi, dai quattro sopravvissuti, attraverso l'America settentrionale. Questo viaggio durò otto anni prima che potessero arrivare a Culiacán (Sinaloa), dove trovarono un insediamento spagnolo.